# Claus Ogerman
Claus Ogerman (ur. 29 kwietnia 1930 w Raciborzu, zm. 8 marca 2016 w Niemczech) − niemiecki kompozytor.
Po II wojnie światowej, wraz z rodziną przeniósł się do amerykańskiej strefy okupacyjnej koło Norymbergi. W październiku 1959 Ogerman wyemigrował Stanów Zjednoczonych. Na początku lat ’60. pracował przy aranżacji piosenek takich artystów, jak Barbra Streisand czy Frank Sinatra. Współpracował również z brazylijskim piosenkarzem bossa nova, Antonio Carlosem Jobimem, z którym wydał wspólnie 7 albumów.
W 1979 roku otrzymał nagrodę Grammy za Soulful Strut George’a Bensona. W tym samym roku wycofał się z branży muzyki rozrywkowej i poświęcił się wyłącznie kompozycji i aranżacji klasycznych dzieł.